# الحدبه (الفلاحية)
الحدبه (بالفارسية:روستای حدبه)، هي إحدى القری التابعة لريف سالمي في قسم خنافره من مقاطعة الفلاحية، في محافظة محافظة خوزستان الإيرانية.

## السكان
- حسب إحصاءات سنة 2006، بلغ إجمالي السكان في هذه القرية 272 نسمة موزعين على 45 مسكن.[1]

## وصلات خارجية
- محافظة خوزستان